# Francisco Gimeno Doménech
Francisco Gimeno Doménech (Benicarló, 20 de diciembre de 1933) es un militar y escritor español. Fue subdirector general de la Guardia Civil y ha publicado La Gran Epopeya de los Exploradores y Conquistadores Españoles.

## Biografía
Pasó su juventud en Castellón de la Plana, donde estudió en el colegio de los Escolapios. En 1953 ingresó en la Academia militar de Zaragoza. Fue el número 2 de la XII promoción. Recibió el despacho de teniente de la Guardia Civil el 17 de diciembre de 1957. Sus diversos destinos le llevaron a Santa Eulalia (Teruel), Segovia, Tarragona, Madrid, Toledo y Guadalajara. En 1961 se casó con Ángela Nogués Mellado (1934-2018), de la que tuvo tres hijos. Licenciado en Geografía e Historia por la Universidad Nacional de Educación a Distancia en 1978. Fue responsable de la seguridad en la Conferencia de Paz de Madrid en 1991. 

## General de la Guardia Civil
Ascendió al grado de General de Brigada en 1990 y fue promovido al grado de General de División en 1992. Su trayectoria en la Guardia Civil incluye la Subdirección General de Planificación y Operaciones (1990), la Jefatura de Unidades Especiales (1991) y la Subdirección general de Personal (1992). En 1995 cesó en su puesto de Subdirector General de Operaciones y pasó a la situación de reserva. Presidió el organismo autónomo de viviendas de la Guardia Civil entre 1995 y 1997.
El final del siglo XX supuso grandes cambios para el Instituto Armado. A partir de 1988 las mujeres pudieron ingresar en la Guardia Civil. Ese mismo año se creó el SEPRONA, primer servicio policial en el mundo especializado en delitos ecológicos. EN 1991 se creó la Guardia Civil del Mar. El general Francisco Gimeno Doménech participó  en la modernización de la Guardia Civil, primero como jefe de gabinete del director general y luego desde su puesto de subdirector general. 

## Publicaciones
Su actividad como escritor empezó en 1997 con la publicación por la Fundación Cánovas del Castillo, de La defensa de España ante el siglo XXI, libro escrito en colaboración con otros militares. Su actividad creadora se reanuda unos años después con la publicación en 2015 de Morir en las Vascongadas, novela en la que se describe la situación de las fuerzas del orden en el País Vasco en los años más negros del terrorismo vasco (años 1980 – 1990). Siguieron en 2016, El Guardián del tesoro, recopilación de cuentos para niños, escrito a cuatro manos con su hija Ángela. En 2018, Apariciones y Mensajes de la Virgen María, que describe las últimas apariciones de la Virgen reconocidas por la Iglesia Católica. Finalmente en 2019 ha publicado La Gran Epopeya, libro de historia que narra algunos de los hechos más extraordinarios del descubrimiento, conquista y evangelización de América y Pacífico en la época del Imperio Español.
El general Francisco Gimeno Doménech es miembro de la Asociación Española de Militares Escritores.

## Distinciones
- Gran Cruz de la Orden del Mérito Militarcon distintivo blanco[8] (1992)
- Militar Orden de San Hermenegildo[9] (1994)